# Juris Kiukucāns
Juris Kiukucāns (* 6. November 1956 in Kaunas) ist ein ehemaliger Brigadegeneral der lettischen Streitkräfte. 

## Leben
Juris Kiukucāns wurde in der damaligen Litauischen SSR geboren. Nach seiner Schulausbildung begann er 1975 als Elektrotechniker zu arbeiten. Nebenbei absolvierte er in den Jahren 1981 bis 1989 ein Studium zum Elektroingenieur am Polytechnischen Institut Riga.
Neben seiner Muttersprache beherrscht er auch Englisch und Russisch.

### Militärische Laufbahn
Im Rahmen der Loslösung Lettlands von der Sowjetunion schloss sich Kiukucāns 1992 der neu entstehenden Nationalgarde (lettisch Zemessardze) an und erhielt den Rang eines Majors. In der Folgezeit übernahm er dort verschiedene Aufgaben (u. a. als Brigadekommandant). Im Jahr 1994 wechselte er, als Abteilungsleiter Personal, in das Hauptquartier der Streitkräfte und wurde ein Jahr später zum Oberstleutnant befördert. Im Rahmen der lettischen Mitarbeit bei der Partnerschaft für den Frieden, wurde Kiukucāns 1997 zum Vertreter der lettischen Streitkräfte bei der NATO ernannt. Im Jahr 2000 wurde er zum Oberst befördert und im späteren Verlauf des Jahres zum Kommandanten der lettischen Nationalgarde ernannt.
Am 22. Februar 2004 wurde Kiukucāns zum Stabschef der lettischen Streitkräfte ernannt und im Juni desselben Jahres zum Brigadegeneral befördert. Im Dezember 2006 wurde er zum stellvertretenden Chef der Streitkräfte ernannt. Im Anschluss übernahm er noch einmal den Posten des militärischen Vertreters Lettlands (das dem Militärbündnis zwischenzeitlich beigetreten war) bei der NATO, bis er von Andis Dilāns abgelöst wurde. Danach war er im lettischen Verteidigungsministerium tätig.
Am 3. November 2016 wurde Juris Kiukucāns bei einer feierlichen Zeremonie im Verteidigungsministerium in den Ruhestand verabschiedet. Nach dem Ausscheiden aus dem Militärdienst wurde er ab August 2023 als Berater von Ināra Mūrniece im Verteidigungsministerium tätig.